# José Luis Rodríguez Zapatero
José Luis Rodríguez Zapatero (Valladolid, 4 agosto 1960) è un politico spagnolo, presidente del Governo di Spagna dal 17 aprile 2004 al 21 dicembre 2011.
Come leader del Partito Socialista Operaio Spagnolo (PSOE), ha vinto le elezioni generali del 2004 e quelle del 2008. Tra i provvedimenti iniziali del primo governo Zapatero i più importanti sono il ritiro dell'esercito spagnolo dall'Iraq, le controverse trattative con l'ETA, la legalizzazione dei matrimoni omosessuali e un programma di regolarizzazione per gli immigrati clandestini. Ha inoltre introdotto misure per combattere il cambiamento climatico.

## Biografia
José Luis Rodríguez Zapatero nasce a Valladolid, figlio dell'avvocato Juan Rodríguez García-Lozano e di Purificación Zapatero.
Cresce a León, dove aveva origine la sua famiglia. Ha un fratello maggiore, Juan Rodríguez Zapatero. La sua famiglia aveva una tradizione socialista di lungo corso; suo nonno infatti, Juan Rodríguez Lozano era un capitano repubblicano giustiziato dai nazionalisti di Franco durante la Guerra civile spagnola, prima che Zapatero nascesse. Suo nonno materno, Faustino Zapatero, era un pediatra e un liberale di classe media che morì nel 1978.
Sua nonna materna era una conservatrice di destra. Zapatero disse che da giovane era solito intrattenersi in lunghi dibattiti notturni con il padre e il fratello sulla politica, giustizia e letteratura. Disse anche che la sua famiglia gli insegnò ad essere "tollerante, riflessivo e austero." Gli ideali di suo nonno ebbero una grande influenza sul padre, il fratello e sulle sue opinioni politiche. Zapatero iniziò gli studi alla scuola religiosa "Discípulas de Jesús" nel settembre del 1966. Nel settembre del 1970 entrò nel "Colegio Leonés", l'unica scuola privata che c'era a León in quel periodo.
Studiò giurisprudenza all'Università di León, dove si laureò nel 1982. I suoi risultati scolastici erano sopra la media fino all'anno prima dell'università, i suoi risultati in quell'anno e all'Università furono mediocri. Secondo suo fratello Juan: "Non studiò molto, ma non fece alcuna differenza: continuò con successo".
Dopo la laurea Zapatero lavorò come assistente in Diritto Costituzionale all'Università di León fino al 1986. Ha dichiarato che l'unica attività che lo attira eccetto la politica è l'insegnamento.
Zapatero incontrò sua moglie, Sonsoles Espinosa, a León nel 1981. Si sposarono il 27 gennaio 1990 e hanno due figlie chiamate Laura (1993) e Alba (1995).

## Carriera politica

### Entrata in politica
Zapatero partecipò alla sua prima manifestazione politica il 15 agosto 1976. Era una manifestazione organizzata dal PSOE a Gijón. I partiti politici erano legali dal 21 luglio 1976, ma il Partito Socialista venne legalizzato solo nel febbraio 1977. Il discorso di Felipe González, leader del PSOE e in seguito Primo Ministro spagnolo, esercitò una grande influenza su Zapatero. Zapatero e la sua famiglia erano tradizionalmente legati al Partito Comunista di Spagna, poiché era l'unico partito realmente organizzato prima della morte di Francisco Franco nel 1975. Ma dopo la manifestazione a Gijón loro, e soprattutto Zapatero, cominciarono a credere che il Partito Socialista era il più probabile futuro della sinistra spagnola.
Nel 1977, l'anno delle prime elezioni democratiche dopo Franco, Zapatero supportò sia il partito comunista che quello socialista, attaccando manifesti di entrambi.
Si iscrisse al PSOE il 23 febbraio 1979. L'impressione che gli fece Felipe González ebbe un ruolo fondamentale nella sua decisione di unirsi al partito. Non disse nulla a casa, temendo che i suoi genitori lo avrebbero scoraggiato, considerandolo troppo giovane per iscriversi ad un partito. Nel 1982 Zapatero divenne capo dell'organizzazione giovanile socialista nella provincia di León. Nel luglio del 1982, Zapatero incontrò Felipe González alla scuola estiva "Jaime Vera", e gli chiese di fare una svolta a sinistra nel programma politico socialista delle elezioni politiche del 1982. González gli consigliò di abbandonare il suo punto di vista conservatore (di sinistra). Nel 1986 venne eletto come rappresentante della provincia di León in Parlamento (Cortes), diventando così il suo più giovane membro. Era il numero due nella lista socialista di León. In tutte le elezioni successive (nel 1989, 1993, 1996 e 2000) fu il numero uno. Nelle elezioni del 2004 si candidò come capolista a Madrid.
Zapatero a quel tempo si definiva un «conservatore di sinistra». Disse inoltre che la sinistra spagnola doveva modernizzarsi e che «stiamo trovando difficile accettare la necessità per il Partito Socialista di cambiare molte sue convinzioni e di superare il nostro conservatorismo». Nel 1988 divenne segretario generale a León dopo una dura e complessa lotta per il potere che pose fine ad un lungo periodo di divisioni e scontri interni.
Negli anni ottanta e novanta il Partito Socialista era costituito da due fazioni: i guerristas (sostenitori di Alfonso Guerra, ex-vicepresidente di Felipe González) e i riformisti (guidati da Felipe González). Il primo gruppo aveva una forte ideologia di sinistra, mentre il secondo era più pragmatico. La divisione si ampliò dopo le elezioni generali del 1993, le ultime vinte dal Partito Socialista prima della vittoria di José María Aznar in occasione delle elezioni generali del 1996, quando i cattivi risultati ingigantirono gli scontri interni. Zapatero formalmente non si unì mai a uno dei due gruppi.
Nel 1995 ci furono le elezioni amministrative. I risultati furono deludenti per il PSOE che perse quattro seggi nel municipio di León e due seggi nel parlamento regionale di Castilla-León. I risultati erano influenzati dalla grave situazione economica e dal caso di corruzione che investì il partito. Zapatero aveva personalmente diretto la campagna elettorale. Nel 1996, dopo le elezioni generali, Zapatero mantenne il proprio seggio al Congresso dei Deputati. L'anno seguente, Zapatero venne eletto nuovamente segretario generale a León e dopo il congresso nazionale tenuto dal partito in quell'anno entrò nell'esecutivo federale.
L'associazione dei giornalisti parlamentari diede a Zapatero il premio di «Diputado Revelación» nel dicembre 1999 per le sue attività come membro della Camera dei deputati. Dal 1996 al 2000 i suoi contributi più significativi come parlamentare furono la sua ferma opposizione al protocollo energetico presentato dal governo e l'approvazione di un emendamento alla finanziaria del 2000, nel novembre del 1999, che aumentò le pensioni di militari non professionisti che avevano combattuto per la Repubblica nella guerra civile spagnola del 1936-1939.

### Segretario del PSOE
Il 12 marzo 2000 il PSOE perse nuovamente le elezioni politiche contro il Partito Popolare di José María Aznar. Zapatero conservò il suo seggio, ma il Partito Socialista ottenne solo 125 seggi, sedici in meno rispetto al 1996. La sconfitta fu ancora più tragica perché il Partito Popolare inaspettatamente ottenne la maggioranza assoluta per la prima volta. Il segretario Joaquín Almunia diede le dimissioni il giorno stesso. Zapatero decise di candidarsi alla guida del Partito Socialista nella sua 35ª conferenza che si sarebbe svolta quell'anno. Con altri membri del partito, nell'aprile del 2000 fondò un nuovo movimento interno al partito chiamato Nueva Via («nuova strada»), che gli sarebbe servito come base per diventare Segretario Generale.
Un documento di Nueva Via proclamò gli obbiettivi del gruppo: "Nueva Via si propone di creare un progetto di cambiamento politico e sociale verso il socialismo democratico, un progetto Socialista che aiuti il PSOE a recuperare credibilità tra i cittadini".
Tra i membri più influenti c'erano: Zapatero, Trinidad Jiménez, Jesús Caldera, Jordi Sevilla, José Blanco, Antonio Cuevas ed Enrique Martínez. Quest'ultimo ebbe un ruolo fondamentale nella promozione di Zapatero poiché era il direttore di Escuela Jaime Vera, una scuola del partito che educa i futuri leader.
Il 25 giugno 2000 Zapatero annunciò ufficialmente la propria candidatura alla Segreteria Generale. Nel suo discorso parlò di quella che può essere considerata la sua dichiarazione dei principi:
- Costruire una società che accetti tutti gli stranieri indipendentemente dal colore della pelle o dal livello culturale.
- Dare priorità all'educazione e creare buoni posti di lavoro per i giovani.
- Fornire ai genitori più tempo da trascorrere con i propri figli.
- Promuovere la cultura in tutte le sue forme.
- Trasformare la Spagna in un paese ammirato per l'aiuto a coloro che ne hanno più bisogno.
- Forzare il governo a sostenere persone con spirito di iniziativa.
- Rinforzare la democrazia e promuovere i valori sugli interessi effimeri.

Zapatero corse contro altri tre avversari: José Bono, Rosa Díez e Matilde Fernández. Matilde Fernández era il candidato dei guerristas mentre José Bono era il candidato dei riformisti. Rosa Díez è una politica basca che rappresentava una sorta di scelta intermedia. Zapatero aveva contro la sua inesperienza e a favore la sua immagine di cambiamento e il fatto di essere l'unico parlamentare tra i candidati (un importante fattore della politica spagnola è che le campagne elettorali durano solo 15 giorni, quindi è fondamentale essere conosciuto molto prima dell'inizio). Bono era visto molto male dai guerristas, che supportavano anche Zapatero. Il 22 luglio 2000 Zapatero riuscì a vincere con uno stretto vantaggio (ottenne 414 voti su 995 e Bono ne ottenne 405). Quell'anno si trasferì a Madrid con la famiglia.

### Leader dell'opposizione
Fino al 2004 ha guidato l'opposizione socialista al governo di Aznar. In quegli anni ha messo in pratica una «opposizione utile» costruendo un'immagine del PSOE responsabile, affidabile e per nulla massimalista. Nel dicembre 2000 ha stretto con Aznar un accordo per combattere il terrorismo dell'ETA e si è mostrato disponibile a collaborazioni anche in altri settori, come immigrazione e istruzione, ricevendo in questo caso il rifiuto dalla destra spagnola.

## Presidente del Governo

### Elezioni politiche del 2004
In una Spagna ferita degli attentati dell'11 marzo 2004 a Madrid, Zapatero vince per la prima volta le elezioni generali del 2004.
| Partito nazionale | Partito nazionale                          | Voti       | %     | +/–  | Seggi     | +/–     |
| ----------------- | ------------------------------------------ | ---------- | ----- | ---- | --------- | ------- |
|                   | Partito Socialista Operaio Spagnolo (PSOE) | 11 026 163 | 42,59 | 8,39 | 164 / 350 | 39      |
|                   | Partito Popolare (PP)                      | 9 763 144  | 38,31 | 6,81 | 148 / 350 | 35      |
|                   | Sinistra Unita (IU)                        | 1 284 081  | 4.96  | 0,49 | 5 / 350   | 3       |
|                   | Convergenza e Unione (CiU)                 | 835 471    | 3,23  | 0,96 | 10 / 350  | 5       |
|                   | Sinistra Repubblicana di Catalogna (ERC)   | 652 196    | 2,52  | 1,68 | 8 / 350   | 7       |
|                   | Partito Nazionalista Basco (PNV)           | 420 980    | 1,63  | 0,10 | 7 / 350   | Stabile |
|                   | Coalizione Canaria (CC)                    | 235 221    | 0,91  | 0,16 | 3 / 350   | 1       |
|                   | Blocco Nazionalista Galiziano (BNG)        | 208 688    | 0,81  | 0,51 | 2 / 350   | 1       |
|                   | Altri                                      | 418 070    | 1,61  |      | 3 / 350   |         |

### Riforme del primo governo

#### Prima riforma TV
La prima riforma della TV, che includeva importanti cambiamenti in RTVE e apertura del mercato a nuovi soggetti, una delle prime promesse dal governo pronunciate pochissimo dopo la vittoria, è stata approvata dopo una lunga battaglia legale e politica, originata da tante questioni.
Nel 2005 Sogecable (appartenente al Gruppo PRISA facente capo al magnate Jesús de Polanco, che controlla il quotidiano filosocialista El País e le radio spagnole Cadena SER e 40 Principales) chiese di togliere le restrizioni con cui la stessa azienda poteva operare nella TV in chiaro con Canal+. Le maggiori reti analogiche Antena 3 e Telecinco (con presenza di capitali italiani, nella prima De Agostini, nella seconda Mediaset) e le altre reti digitali iniziarono ad adire i tribunali, lamentando limitazioni alla concorrenza. Grazie a questa legge il Gruppo PRISA, presente con forza nei mass-media, entra nel settore della televisione analogica.
La Sogecable ha lanciato il 7 novembre 2005 l'emittente Cuatro, nata sulle ceneri di Canal+. A completare il quadro, il 27 marzo 2006, ha iniziato le trasmissioni un'emittente nuova, La Sexta, controllata in parte (40%) dal gruppo messicano Televisa e presieduta dall'ex anchorman di Telecinco Emilio Aragón Álvarez.
Tuttavia il vero obiettivo della prima riforma TV fu la RTVE, accusata di essere da sempre filogovernativa: a tal proposito, oltre a promettere, dopo la vittoria del 2004, un profondo rinnovamento, ha nominato una commissione di 5 saggi incaricata di disegnare una legge, la quale è stata poi approvata nel 2006. Dei finanziamenti che riceve l'ente pubblico, il 50% verrà dallo Stato (tutta la TV in Spagna è gratuita), il 40% dagli introiti pubblicitari, il 10% da fonti diverse (es. vendita programmi all'estero), al fine di ridurre il pesantissimo debito accumulato (7,5 miliardi di euro); il Consiglio d'amministrazione durerà 6 anni, avrà 8 membri eletti in parti uguali tra Camera, Senato, sindacati e Consiglio audiovisivo ed eleggerà con maggioranza di 2/3 il direttore generale. La RTVE divenne così una fondazione.

#### Riforme in materia di famiglia, scelte personali, ricerca scientifica
Durante il governo Zapatero il Parlamento spagnolo ha approvato numerose leggi volte ad aumentare la libertà delle scelte personali, soprattutto a proposito di materie riguardanti la laicità e l'etica costruendo una società spagnola secondo i principi del cosiddetto "socialismo ciudadano", il "socialismo dei cittadini".

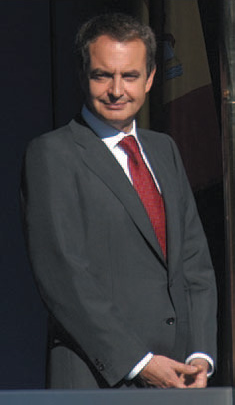
Zapatero nel 2007

È stato introdotto il divorzio breve, una nuova procedura legale per lo scioglimento dei matrimoni dedita a diminuire tempi e costi; è stata approvata una legge liberalizzante sulla fecondazione assistita. Piuttosto celebre è stata la riforma che ha allargato l'accesso al matrimonio anche alle coppie omosessuali, garantendo così anche agli omosessuali gli stessi diritti riservati alle coppie eterosessuali, tra cui quello di adottare figli. Lo stesso diritto di adozione è stato poi allargato anche alle coppie di fatto (adozione da parte di coppie dello stesso sesso).
A partire dall'agosto del 2007, è stato approvato ed applicato un sistema di sussidio che prevede la donazione di 2.500 euro alla nascita di ogni figlio, indipendentemente dalla fascia di reddito della famiglia.
Sono state alleggerite le pratiche di modifica delle generalità per i transgender, legalizzata la sperimentazione medica della cannabis e ridotte molte restrizioni sulla clonazione terapeutica e sull'uso di cellule staminali di origine embrionale ai fini di ricerca scientifica.
In materia di laicità, è stata eliminata l'obbligatorietà per gli studenti di ricevere l'insegnamento della religione cattolica a scuola. Sempre in termini di educazione è stato introdotto a carattere obbligatorio l'insegnamento dell'educazione civica, innovazione che ha suscitato violente polemiche da parte dei settori filo-ecclesiastici, nonché della stessa Chiesa cattolica, che vede nel nuovo insegnamento un'imposizione dello Stato nella formazione della coscienza e della morale dei giovani. Numerosi genitori invocano il diritto all'obiezione di coscienza, riconosciuto dalla Costituzione spagnola, per evitare l'insegnamento di questa materia ai propri figli.
Sempre in materia di famiglie, Zapatero ha ridotto l'IVA sui pannolini per anziani e bebè, sugli assorbenti igienici per le donne e sui preservativi visto che sono considerati materie di prima necessità.
Per aiutare le famiglie, Zapatero ha indicato che le famiglie con meno di 15 000 euro di reddito annuale, o di 20 000 ma numerose, avranno diritto a 500 euro per ogni figlio con meno di tre anni, a 300 euro per ogni figlio fra i tre e i diciotto anni, e a 1000 euro all'anno per i figli minorati.
Nel 2008 ha istituito per legge un contributo di 210 euro al mese ai giovani tra i 22 ed i 30 anni su cui grava l'affitto di una casa. Per le famiglie ha invece previsto degli sgravi fiscali sull'affitto.
Nel 2009 il governo ha approvato una riforma sull'aborto che consiste nella libertà di poter interrompere la gravidanza senza alcun parere medico entro la quattordicesima settimana di gravidanza. Inoltre permette alle ragazze di sedici anni di poter abortire senza il consenso dei genitori.
Nel marzo 2010 Zapatero ha inaugurato a Barcellona il primo acceleratore di particelle dell'Europa sud occidentale, costruito per aumentare la ricerca scientifica spagnola e finanziato per metà dal governo e per metà dalla Comunità Autonoma della Catalogna.
Il governo Zapatero aveva inoltre iniziato un programma che prevedeva la depenalizzazione dell'eutanasia per garantire la cosiddetta "morte dignitosa" in quanto il ministro della salute Soria aveva detto "Non si può vincere la morte ma si può vincere il dolore". Tale legge difatti prevedeva che i malati terminali, e anche non, potessero scegliere liberamente di terminare le cure mediche e di poter porre fine alla propria vita. Questo emendamento, sostenuto in particolar modo dall'estrema sinistra spagnola, non è stato poi approvato dallo stesso governo.

#### Riforme in materia economica
Da un punto di vista economico, non ha mutato in modo significativo l'orientamento rispetto al precedente premier Aznar, durante il governo di Zapatero sono state infatti continuate le politiche di privatizzazione e liberalizzazione.
A proposito di lavoro, ha integrato la riforma volta alla flessibilità attuata dal precedente governo con incentivi all'assunzione dei giovani e alla trasformazione di contratti precari a tempo indeterminato o a tempo procrastinato (minimo 12 mesi). Inoltre, con la riforma del lavoro, ha consolidato stessi diritti e stesse opportunità tra uomini e donne.
Altri punti della riforma sul lavoro comprendono la riduzione dei costi di licenziamento, il divieto di "incatenamento" del lavoro e l'aumento del salario minimo annuale dai 6 447 euro annui del 2004 ai 7 988 del 2007.
Infine, per palliare l'elevato tasso di indebitamento delle famiglie spagnole, dovuto soprattutto agli alti costi degli immobili, il governo Zapatero ha incrementato la costruzione e l'assegnazione di case popolari per le famiglie a basso reddito ed ha incentivato la modalità dell'affitto della residenza rispetto alla compravendita dei locali, tanto con agevolazioni fiscali per i proprietari, quanto con sussidi mensili per i giovani (sotto i 35 anni) che intendono affittare.
Per combattere la crisi economica mondiale, a fine 2008, ha aumentato pensioni e salari.
Nel 2010 l'economia spagnola è stata colpita nei suoi conti pubblici dalla crisi economica, costringendo il premier Zapatero a tagliare del 5% lo stipendio dei dipendenti pubblici e del 15% gli stipendi dei politici, a sfoltire i dipendenti della classe politica (300 posti in meno), a tagliare la spesa pubblica, ad abolire l'assegno bebè da 2500 euro.

#### Autonomismo
Sono state approvate riforme dedite ad accentuare la natura autonomica della Spagna.
Il caso più noto, polemico e contestato dall'opposizione è quello del referendum che ha approvato una maggiore autonomia della regione catalana (18 giugno 2006); oltre a questo, però, anche altre regioni autonome hanno proposto e approvato la riforma del proprio statuto autonomico: è il caso della Comunità Valenciana (1º giugno 2005) e l'Andalusia (18 febbraio 2007). Date le differenti implicazioni politico sociali, nonostante le similitudini nei contenuti, questi due ultimi casi non hanno suscitato le stesse polemiche dell'omologo catalano.
Ha avviato un dialogo con i separatisti baschi dell'ETA per porre fine agli attentati terroristici che coinvolgevano civili innocenti, e proprio quando sembrava che fosse stata raggiunta una tregua, l'ETA ha colpito la Spagna con un attentato che ha ucciso due civili nell'aeroporto di Barajas (30 dicembre 2006), ferito una guardia del corpo a Bilbao (9 ottobre 2007) e, prima del voto, assassinato un esponente socialista dei Paesi Baschi (8 marzo 2008). Già dopo il primo attentato Zapatero aveva annunciato la conclusione della trattativa con l'ETA.

### Le polemiche con la Chiesa cattolica
A causa delle leggi definite più progressiste, in materia di diritti civili (coppie di fatto, matrimoni fra persone dello stesso sesso, adozione da parte di coppie dello stesso sesso, ricerca, ampliamento del diritto all'aborto, ecc.), Zapatero è stato molto contestato dalla Chiesa cattolica che ha promosso anche manifestazioni di protesta accusando il governo socialista di voler "attaccare la famiglia" e di "preferire le scimmie all'embrione". Il premier spagnolo ha ribadito, anche tramite la visita di un membro del governo in Vaticano, il rispetto del pensiero dei cattolici, ma anche la necessaria laicità dello Stato. Zapatero ha poi incontrato papa Benedetto XVI durante la visita nel luglio 2006 del pontefice in Spagna ribadendo le sue posizioni.
Il premier, criticato per l'assenza alla messa di Benedetto XVI a Valencia, ha fatto intendere di aver preferito non intervenire per convinzione personale - Zapatero è agnostico - alla celebrazione.
Il 4 febbraio 2009, Zapatero ha incontrato in Spagna il Cardinale Tarcisio Bertone, Segretario di Stato di Benedetto XVI. Nel corso del colloquio durato 70 minuti, Zapatero ha invitato per mezzo di Bertone, Papa Benedetto XVI a partecipare alle celebrazioni in onore di San Giacomo Apostolo a Santiago di Compostela, in occasione dell'Anno Santo Compostelano del 2010. Oltre al Papa, Zapatero ha anche invitato il Cardinale Tarcisio Bertone a partecipare al secondo foro dell'Alleanza delle Civiltà (un'iniziativa congiunta Spagna-Turchia-ONU) a Istanbul.

### Altro

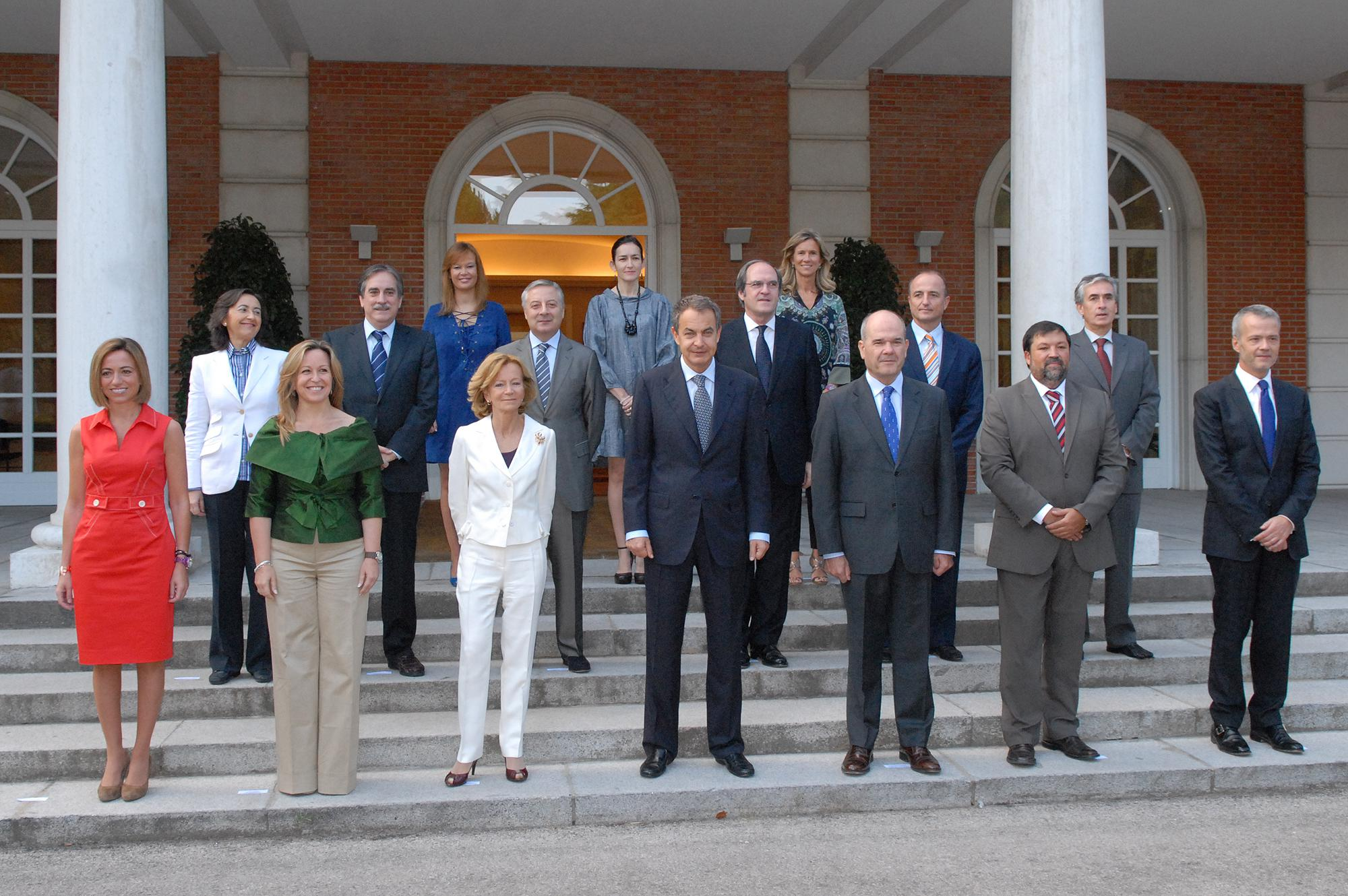
Governo Zapatero II

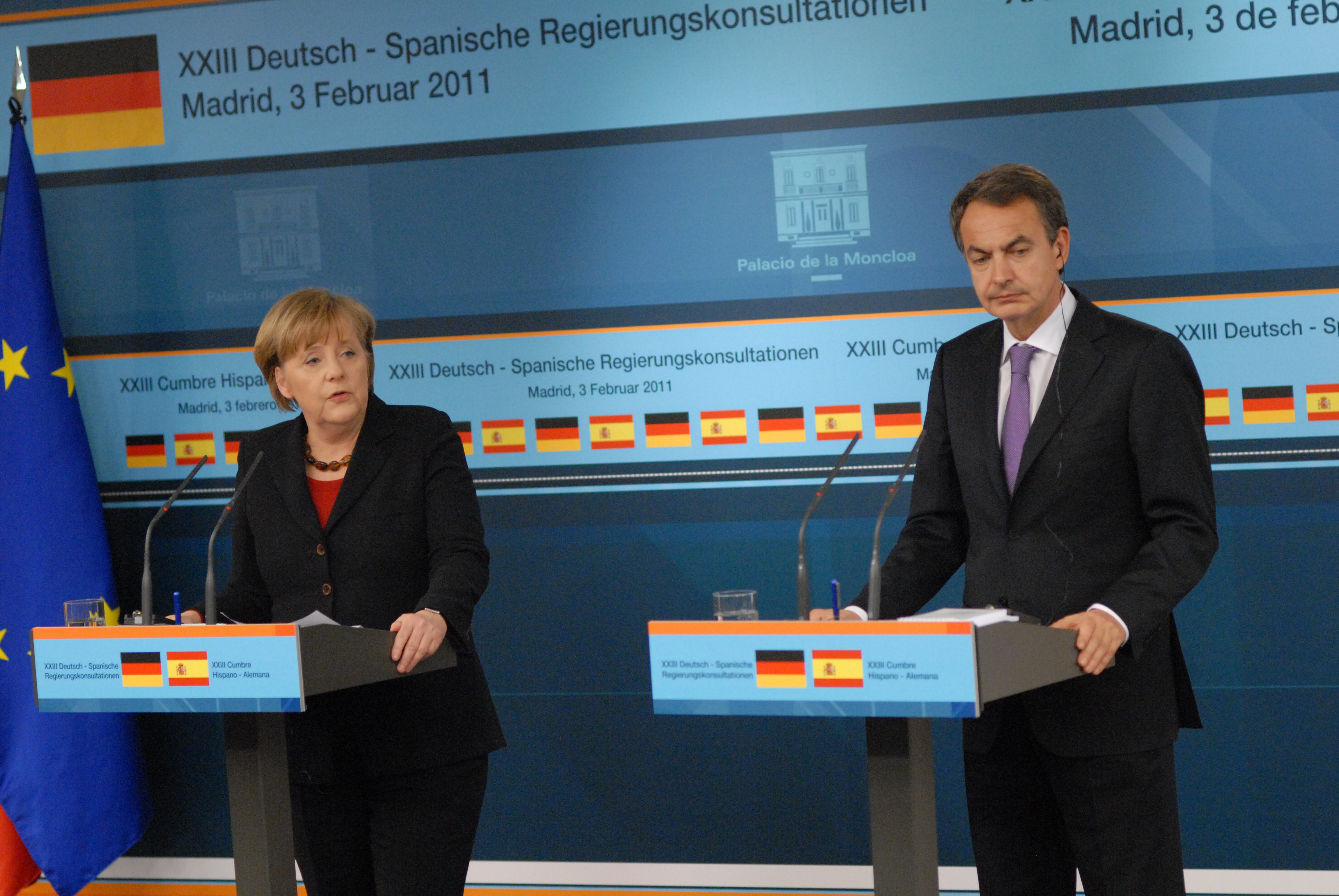
Rodríguez Zapatero e la cancelliera tedesca Angela Merkel tengono una conferenza stampa nel quadro del XXIII Vertice spagnolo-tedesco il 3 febbraio 2011

Il governo di Zapatero è balzato alle cronache internazionali anche per alcune leggi, per quanto importanti, piuttosto curiose, come quella per il riconoscimento di diritti civili per le scimmie antropomorfe (secondo il Progetto Grandi Scimmie Antropomorfe); per l'imposizione dello Stato sulla produzione di OGM.
Discusso è stato anche il "Piano Africa", una legge analoga per alcuni versi all'italiana legge Bossi Fini, molto dura nei confronti dell'immigrazione clandestina (fenomeno grave che riguarda le enclavi Ceuta e Melilla), ma volta anche alla regolarizzazione dei clandestini per combattere il lavoro nero.
Altra riforma fatta per combattere gli incidenti stradali è stata quella di creare la patente a punti. È stato inoltre proposto il carcere per chi provoca incidenti in stato d'ebbrezza.
Per un risparmio energetico è stata approvata una legge che impone, per ogni casa che viene costruita o ristrutturata, di installare pannelli solari termici per il riscaldamento dell'acqua.
Ha imposto di rimuovere ogni statua o monumento che raffigurasse Franco dai luoghi pubblici, stabilendo risarcimenti economici ai figli delle vittime della dittatura franchista e promosse la legge sulla memoria storica.
Per tutelare i pendolari il governo ha introdotto una legge che concede il risarcimento totale del biglietto ferroviario a tutti i viaggiatori se il treno giunge con più di cinque minuti di ritardo.
Hanno suscitato scalpore alcune misure per combattere anoressia e obesità: da una parte ha vietato le sfilate a modelle sotto la 38 (e obbligato gli stilisti a ritirare i vestiti di tale misura), dall'altro ha ordinato a Burger King di ritirare la pubblicità del panino King XXL, calorico come 10 uova fritte.
Per modernizzare il paese il governo Zapatero nel 2005 ha abolito la siesta negli uffici pubblici. Tale pratica, secondo il governo, costa troppo per il paese e fa male agli spagnoli stessi che devono lavorare fino alle 20 dando così meno tempo alla famiglia e inoltre dormono di meno (secondo le statistiche europee gli spagnoli dormono 40 minuti in meno rispetto agli altri paesi dell'UE).
Sempre parlando di salute, nel 2006 è entrata in vigore una legge che proibisce il fumo nei luoghi di lavoro e in vari luoghi pubblici, e introduce altre restrizioni.
Nel 2007, in vista delle elezioni, Zapatero ha varato una legge che impone che al massimo solo il 60% dei candidati può essere dello stesso sesso.
Il governo Zapatero ha stanziato 40 miliardi di euro per incentivare l'acquisto di auto nuove con prezzo fino a 30 000 euro ed emissioni di CO2 non superiori a 149 grammi, rottamando un'auto di almeno 10 anni o con 250 000 chilometri. Le sovvenzioni consistono di 2000 euro di cui 500 a carico del governo, 500 delle regioni e 1000 dei produttori.
La vendita delle auto è aumentata grazie alle sovvenzioni statali e questo, secondo il governo, aiuterebbe l'occupazione e il fisco recupererebbe parte dei soldi attraverso l'IVA.
Nel 2009 il governo Zapatero ha iniziato l'iter per l'abolizione della cosiddetta legge "Beckham", che permette ai giocatori stranieri, che guadagnano più di 600 000 euro, di pagare l'aliquota IRPEF al 24% anziché al 43%. Il provvedimento ha causato molti scontri tra il governo e la Federazione calcistica della Spagna perché l'aumento IRPEF ricade sui club spagnoli e riduce la possibilità di avere giocatori dall'estero.
Nel 2010 il governo Zapatero ha eliminato dai giornali spagnoli i cosiddetti annunci "hot" in quanto promuovono lo sfruttamento sessuale delle donne; sempre nel 2010 ha introdotto multe salatissime per coloro che gettano per terra le gomme da masticare poiché la spesa per la rimozione delle gomme dai marciapiedi è elevata.
Per combattere la crisi economica, nel tentativo di ridurre l'elevato tasso di disoccupazione, il governo Zapatero ha ottenuto dalla Commissione Europea il via libera nel poter chiudere i propri confini ai romeni che intendono lavorare nella penisola iberica fino al 2013. Tale disposizione non è stata applicata ai romeni che già lavorano in Spagna o a coloro che sono iscritti agli uffici collocamento. Questa disposizione è stata emanata perché il costo del lavoro di un romeno è molto inferiore a quello di uno spagnolo, favorendo così la disoccupazione degli spagnoli.
Nell'agosto del 2011 il governo socialista ha emanato un emendamento, in accordo con il partito popolare spagnolo, che introduce nella costituzione spagnola il vincolo di pareggio di bilancio, in modo tale da ridurre il rapporto Deficit/PIL. Tale disposizione era già stata introdotta nel 2009 in Germania e nel 2011 da Francia e Italia, per stemperare la sfiducia nei mercati e per evitare un tracollo economico come in Grecia.

### Politica estera

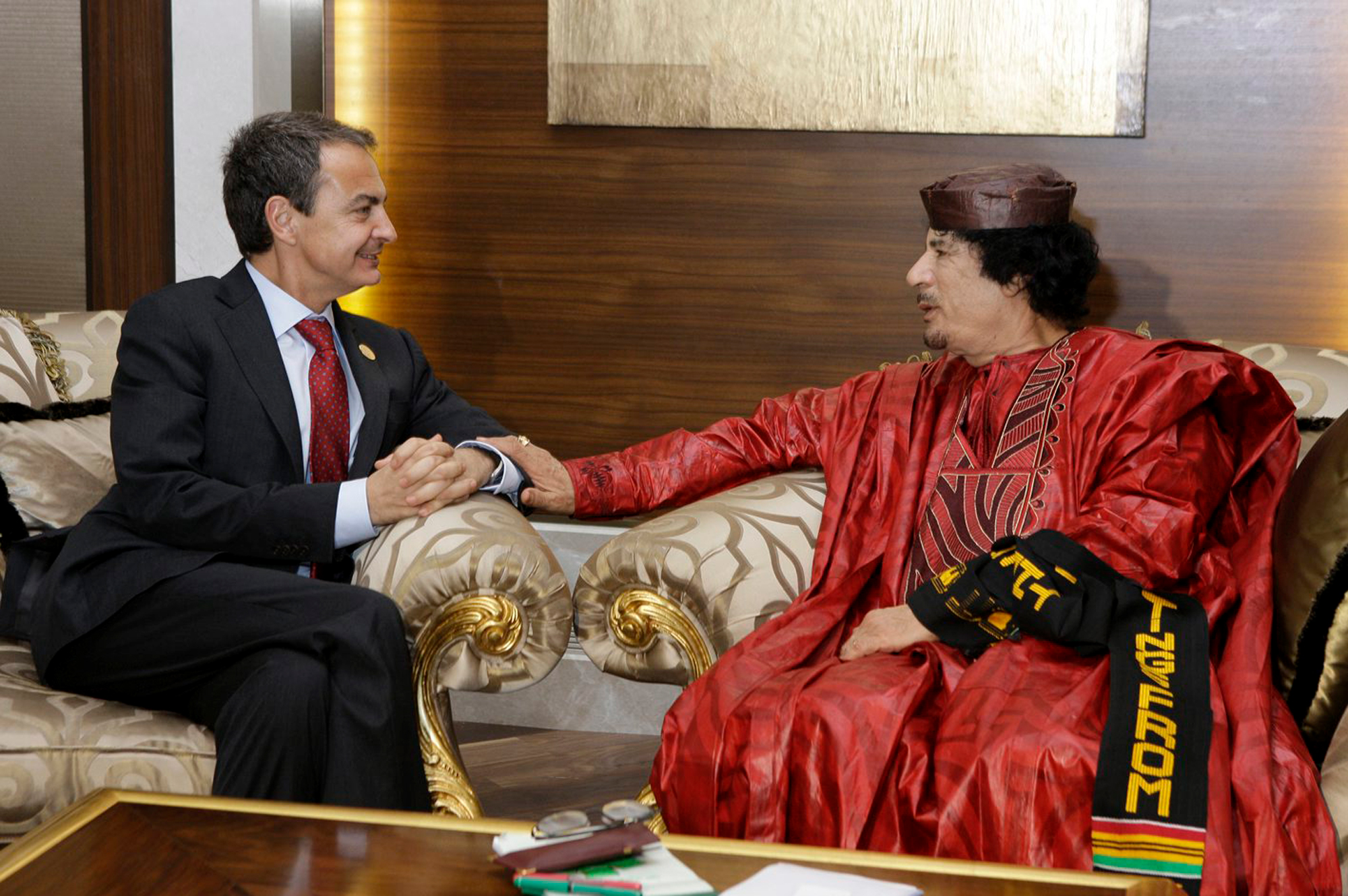
Il leader libico Muʿammar Gheddafi con José Luis Rodríguez Zapatero al terzo vertice UE-Africa, svoltosi a Tripoli nel novembre 2010.

Per quanto riguarda la politica estera, nel 2004, appena eletto premier, Zapatero ha disposto immediatamente il ritiro delle truppe spagnole dall'Iraq, continuando invece a sostenere la missione militare in Afghanistan e partecipando in seguito a quella in Libia.

### Elezioni politiche del 2008
Il 9 marzo 2008, Zapatero ha vinto le elezioni per la seconda volta. Il PSOE ha vinto con il 43.64% dei voti.
Lo slogan per queste elezioni è stato Con Z de Zapatero.

### Secondo governo Zapatero

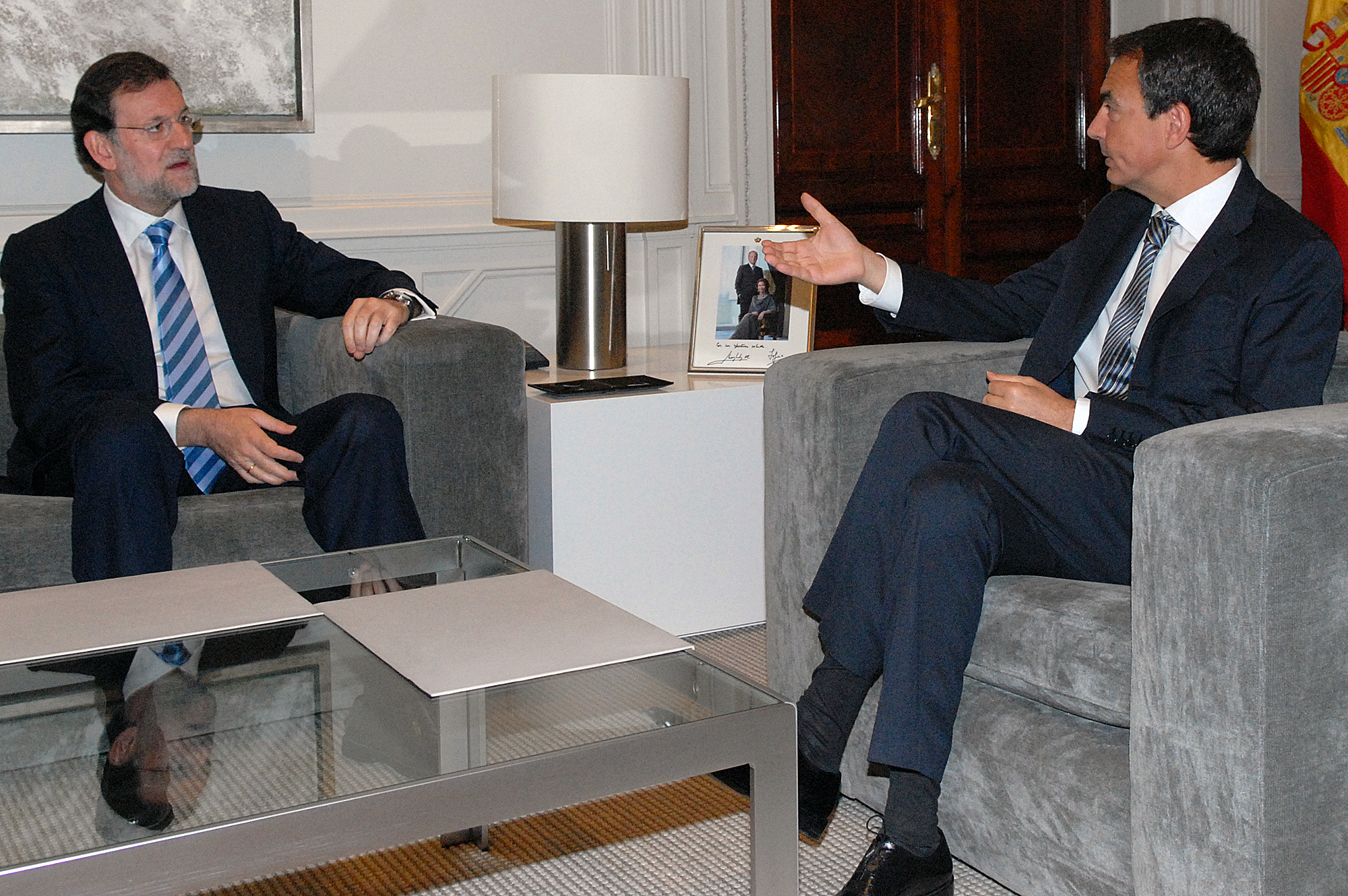
José Luis Rodríguez Zapatero incontra il leader del Partito Popolare Mariano Rajoy per discutere del sostegno finanziario alla Grecia.

In questo governo è molto marcata la presenza femminile: 9 ministri e la vicepresidente sono donne.

#### Seconda riforma tv
L'8 maggio 2009, viene presentata una seconda riforma televisiva, poi estesa a buona parte del settore dei mass-media, che mira a ridurre la pubblicità da TVE, poi eliminata dal 1º gennaio 2010 sostituendola con introiti che derivano dalla tassazione sulle tv private e sulle imprese di telecomunicazione, ma non sarà reintrodotto il canone. In seguito sarà approvata, e inoltre TVE avrà un tetto massimo di spesa per acquistare eventi sportivi (tranne per le Olimpiadi, su cui non ci sono limiti), mentre ad aprile la tv analogica si spegne definitivamente. Inoltre, sono possibili fusioni tra tv private a patto di non superare il 27% di share, condizione poi decaduta; in seguito nasceranno due grandi gruppi privati, Mediaset España e Atresmedia.

#### Presidenza dell'Unione europea

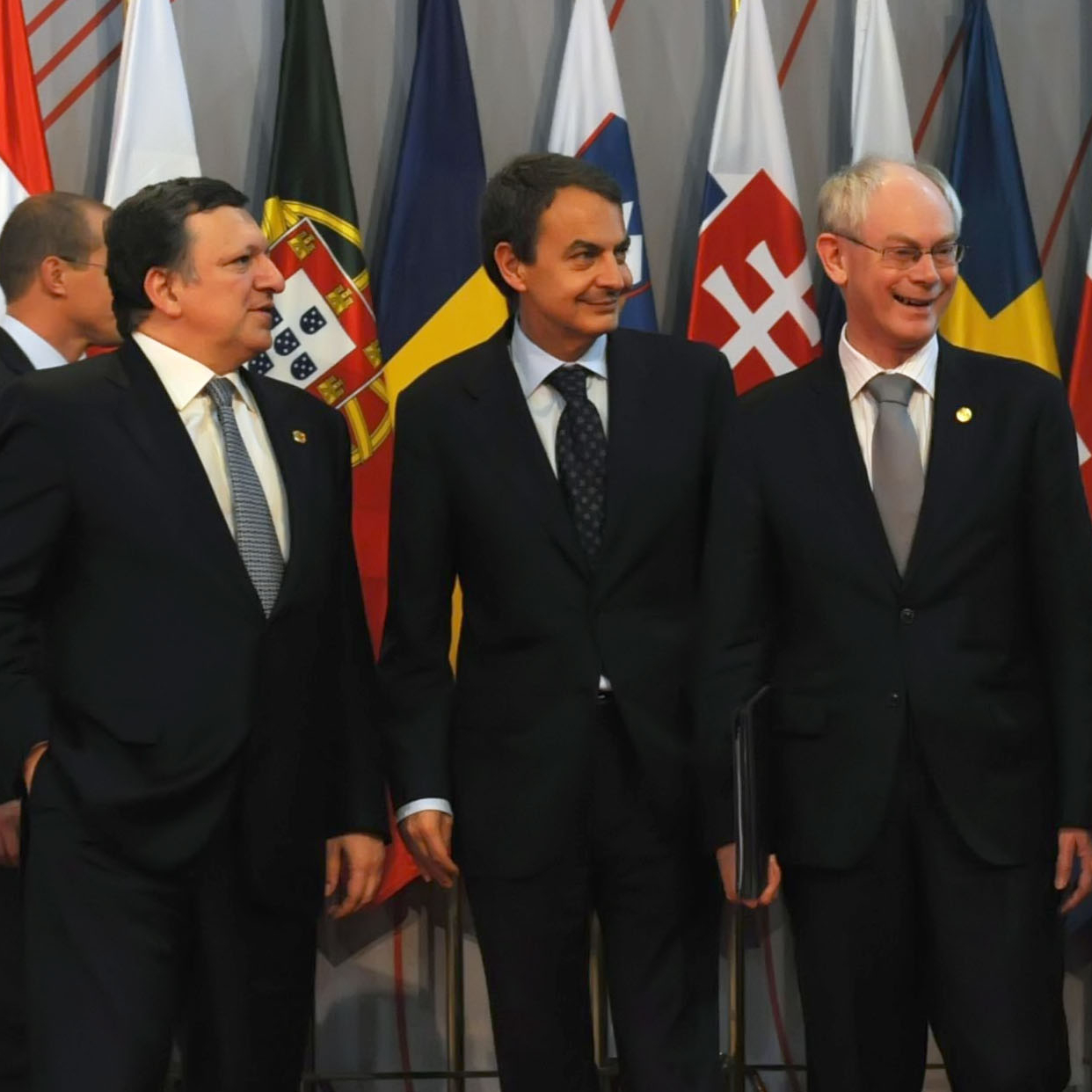
José Luis Rodríguez Zapatero, il presidente del Consiglio europeo Herman Van Rompuy e il Presidente della Commissione europea José Manuel Durao Barroso a Madrid nel 2010.

Nel primo semestre del 2010, Zapatero diventa il primo Presidente dell'Unione europea dopo l'entrata in vigore del Trattato di Lisbona, ruolo che condivide con Herman Van Rompuy.

#### L'annuncio della non ricandidatura
Il 2 aprile 2011, nel corso di un'assemblea del PSOE, annuncia ufficialmente la decisione di non ricandidarsi alle successive elezioni generali del 2011, ritenendo le due legislature alla guida del Governo Spagnolo "un periodo ragionevole", sia per il Paese che per la sua famiglia. Ha tuttavia precisato di voler rimanere alla guida dell'esecutivo fino al termine della legislatura corrente.

#### Elezioni anticipate
Il 29 luglio 2011, a seguito della pesante crisi economica e della speculazione che ha travolto il Paese, Zapatero ha comunicato l'intenzione di indire elezioni anticipate, previste per il 20 novembre 2011. Il suo erede politico, l'ex ministro dell'Interno Alfredo Pérez Rubalcaba è stato sconfitto alle elezioni di novembre dal leader popolare Mariano Rajoy che ha preso il 44,55% dei voti e 186 seggi su 350 nel Congresso dei deputati, contro il 28,66% e 110 seggi.

## L'immagine in Italia
Nel 2005 Sabina Guzzanti ha realizzato un film-documentario sulla libertà di stampa in Italia, incentrato sulla chiusura del programma satirico Raiot e intitolato proprio Viva Zapatero! in omaggio al premier spagnolo e alla sua prima riforma tv.
Veniva imitato con ironia da Neri Marcorè nella trasmissione Parla con me di Serena Dandini.